# Chrysochloroma electrica
Chrysochloroma electrica là một loài bướm đêm trong họ Geometridae.